# Швенинген (Хојберг)
Швенинген (њем. Schwenningen) општина је у њемачкој савезној држави Баден-Виртемберг. Једно је од 25 општинских средишта округа Зигмаринген. Према процјени из 2010. у општини је живјело 1.499 становника. Посједује регионалну шифру (AGS) 8437102, NUTS и LOCODE код.

## Географски и демографски подаци
Швенинген се налази у савезној држави Баден-Виртемберг у округу Зигмаринген. Општина се налази на надморској висини од 870 метара. Површина општине износи 19,3 km². У самом мјесту је, према процјени из 2010. године, живјело 1.499 становника. Просјечна густина становништва износи 78 становника/km².